# Aztèques (bande dessinée)
Pour les articles homonymes, voir Aztèque (homonymie).
Aztèques est un album de bande dessinée.
- Scénario, dessins et couleurs : Andreas

## Publication

### Éditeurs
- Delcourt (Collection Conquistador) (1992)  (ISBN 2-906187-86-0)